# 科佩利夫
50°24′25″N 29°53′32″E / 50.40694°N 29.89222°E

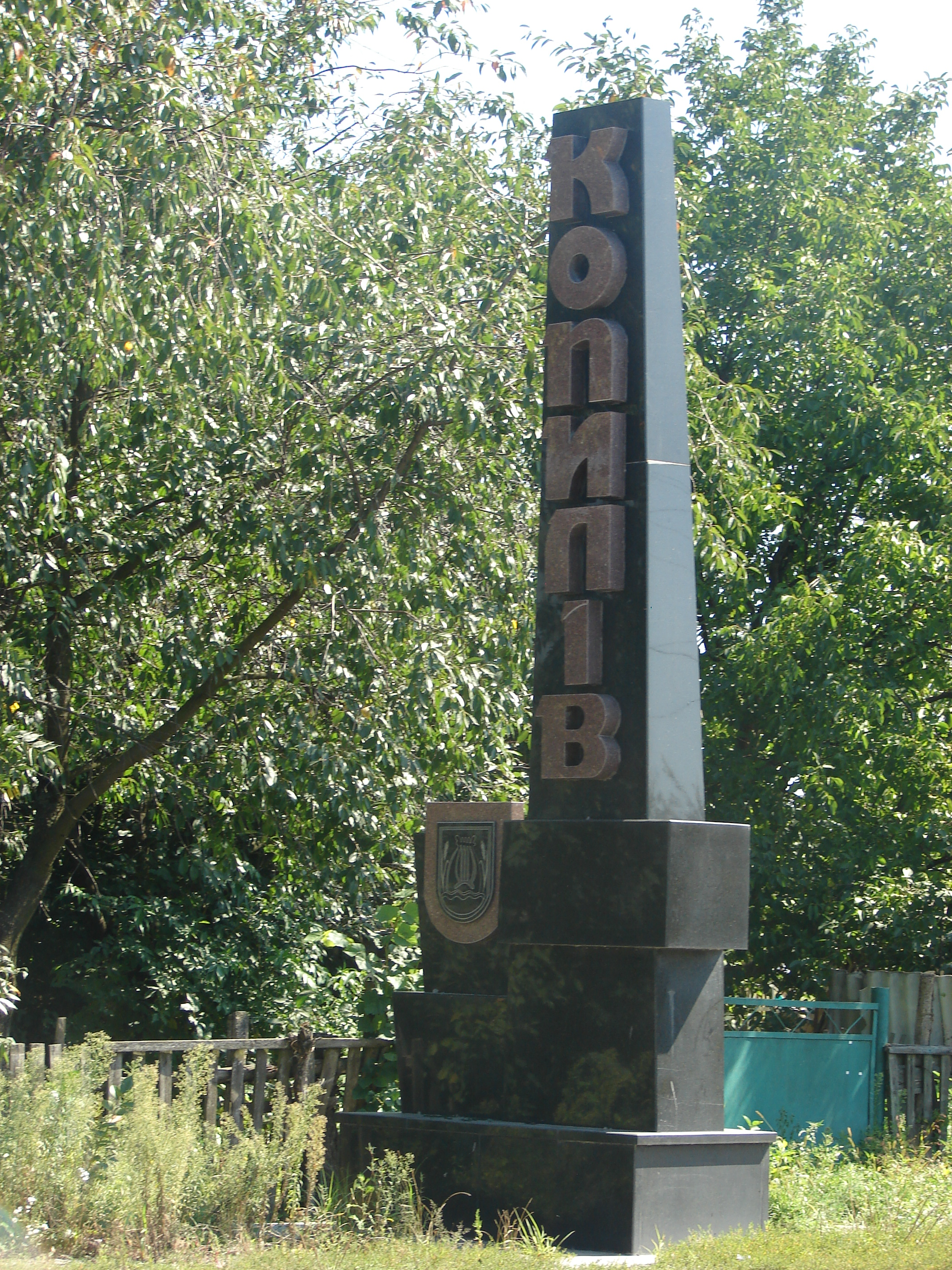
村庄入口

科佩利夫（烏克蘭語：Копилів）是位於烏克蘭北部的村莊，由基辅州布恰区的馬卡里夫市鎮負責管轄。該村分別距離馬卡里夫12公里和基輔50公里，始建於1392年，面積0.261平方公里，海拔高度180米，2024年人口800。